# Plisch und Plum

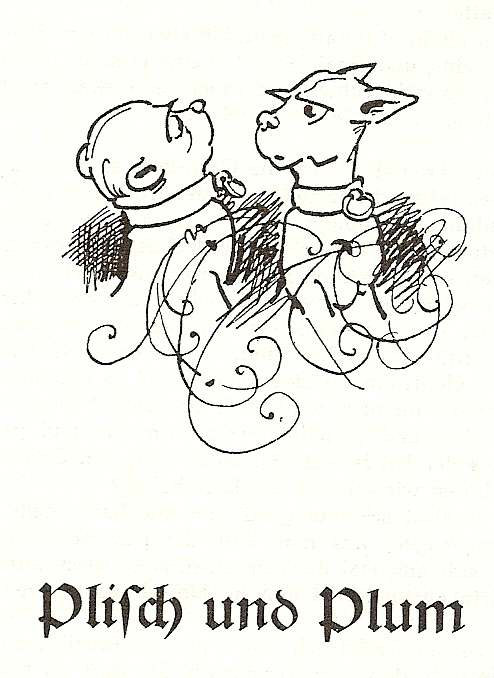
Titelblatt

Plisch und Plum ist der Titel einer Bildergeschichte von Wilhelm Busch aus dem Jahr 1882 über zwei ungezogene junge Hunde namens Plisch und Plum, die vom alten Kaspar Schlich ertränkt werden sollen. Zwei Jungen, Paul und Peter, retten die Hunde und nehmen sie mit nach Hause. Mit einem ähnlichen universellen Zerstörungstrieb, wie man ihn auch in anderen Tiergeschichten von Busch wie z. B. Hans Huckebein, der Unglücksrabe und Fipps, der Affe findet, begehen Plisch und Plum eine Reihe dreister Streiche. Schließlich werden sie durch autoritäre Erziehung im Stile ihres Lehrers Bokelmann doch noch zur Freude der von ihren Missetaten in Mitleidenschaft gezogenen Familie zu handhabbaren Hunden, während der herzlose Kaspar Schlich an einem Herzinfarkt verstirbt.

## Hintergrund und Inhalt
Im Allgemeinen amüsieren die Figuren von Wilhelm Busch, da ihnen jegliches Geschick zur Unterlassung des Bösen fehlt. Schadenfreude, Gemeinheit, Hinterlist und Boshaftigkeit treffen auf Hochmut und eine markante Neigung zur Gewalt. Nicht weiter verwunderlich, denn der Autor ist der Ansicht, der Mensch sei nicht in der Lage, tugendhaft zu sein.

### Schadenfreude

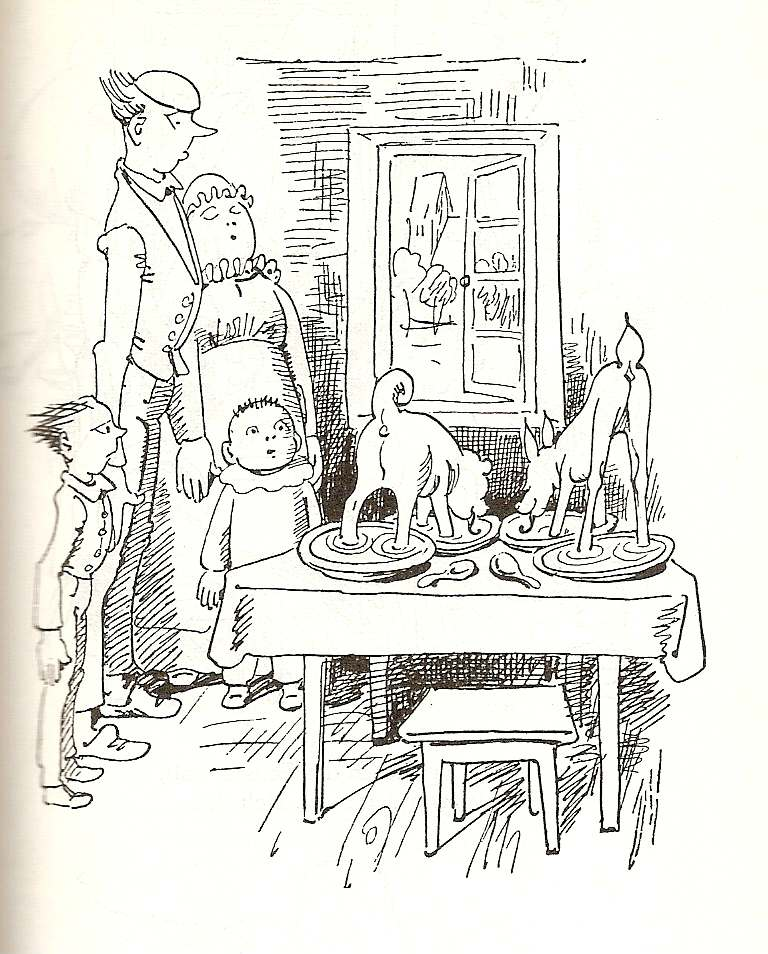
Ach, da stehn sie ohne Scham
mitten in dem süßen Rahm

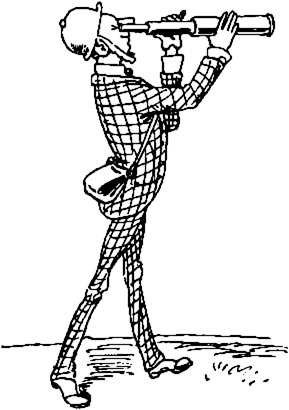
Mister Pief mit Perspektiv

Der boshafte und schadenfrohe Schlich bleibt nach der Rettung der beiden jungen Hunde, die er ertränken wollte, Beobachter und kommentiert am Schluss jedes Kapitels ihre Streiche:
„Ist fatal!“ bemerkte Schlich.
„Hehe! Aber nicht für mich.“
Dieser Ausspruch steht wie ein Leitmotiv oder Refrain am Schluss des 3., 4. und 5. Kapitels, bis es den schadenfrohen Schlich im 6. Kapitel selbst ereilt:
„Höchst fatal!“ bemerkte Schlich.
„Aber diesmal auch für mich!“
Nachdem die beiden Jungen die Hunde dressiert haben, apportieren diese im Schlusskapitel das Perspektiv und den Hut eines Mister Pief aus dem Wasser. Dieser ist von den Hunden so angetan, dass er sie dem Vater der beiden Jungen abkauft. Die Abschiedsverse des Vaters lauten:
„Also, Plisch und Plum, ihr beiden,
Lebet wohl, wir müssen scheiden,
Ach, an dieser Stelle hier,
Wo vor einem Jahr wir vier
In so schmerzlich süßer Stunde
Uns vereint zum schönen Bunde;
Lebt vergnügt und ohne Not,
Beefsteak sei euer täglich Brot!“
Noch einmal kommentiert Schlich das Geschehen:
Schlich, der auch herbeigekommen,
Hat dies alles wahrgenommen.
Fremdes Glück ist ihm zu schwer.
„Recht erfreulich!“ murmelt er.
„Aber leider nicht für mich!“
Plötzlich fühlt er einen Stich …
Der Schlich „kriegt vor Neid den Seelenkrampf“, fällt rücklings ins Wasser und stirbt an seiner Missgunst.

### Schwarze Pädagogik

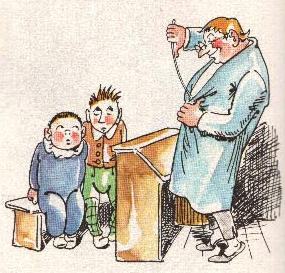
Bokelmann zückt seine Rute

Im siebenten Kapitel wird dem maliziös grinsenden Lehrer Bokelmann die schulische Erziehung von Paul und Peter sowie deren Züchtigung bei Fehlverhalten übertragen.
Zu seiner schwarzen Pädagogik zählt der Einsatz der „harten, guten ... Haselrute“. Der Erfolg gibt ihm in der Wahl seiner Mittel recht und auch die Hunde erhalten eine Erziehung, bei der weder Paul noch Peter mit Bestrafung sparen.
Die Belohnung erhält der Vater Fittig am Ende der Geschichte in Form von 100 Mark, als die Hunde folgsam aufs Wort Mister Piefs verlorene Sachen apportieren. 
Da Busch selbst kein Ausbund an Tugend war und unter anderem in einem Wirtshaus randaliert hat, kann man sich heute sicher sein, er wusste, wovon er sprach, als er dichtete:
Tugend will ermuntert sein
Bosheit kann man schon allein.

### Antisemitismus
Wie zahlreiche Autoren des 19. Jahrhunderts bediente auch Wilhelm Busch antisemitische Klischees.
Betrachtet man die Geschichte des Antisemitismus, so entsprach die Darstellung des Juden als schlau und geldgierig ein Stück weit dem damaligen Zeitgeist. Der Historiker Golo Mann vertritt die Ansicht, Busch sei kein überzeugter Antisemit gewesen, relativiert seine Betrachtung jedoch, indem er ergänzt, natürlich sei er es „ein klein bisschen“ gewesen, wie es damals sowohl bei den Deutschen als auch bei den Franzosen üblich gewesen sei.
Antisemitismus im 5. Vers von Plisch und Plum
Kurz die Hose, lang der Rock,
Krumm die Nase und der Stock,
Augen schwarz und Seele grau,
Hut nach hinten, Miene schlau
Das ist Schmulchen Schievelbeiner.
(Schöner ist doch unsereiner!)
Die Anfangsszene der Geschichte Die fromme Helene (1872) ist in ihren Ausführungen sogar noch etwas unverblümter, indem Busch einen Juden dort als „tiefverderbt und seelenlos“ bezeichnet. Zur Volksbelustigung war eine diskriminierende Darstellung von Minderheiten kurz vor 1900 jedoch so massenweise verbreitet, dass eine Herabwürdigung noch nicht mit Judenhass gleichzusetzen war. Daher kommt der Historiker Peter Gay zum Ergebnis, Busch sei kein dezidierter Judenfeind gewesen, sondern lediglich ein oberflächlicher, sporadischer Antisemit. Dafür spricht auch, dass Juden nicht als bestimmendes Element im Zentrum seines Werks und seines Denkens, sondern lediglich als Randfiguren auftraten.

## Schiller und Strauß
Im Januar 1967 veröffentlichte Der Spiegel einen glossenartigen Artikel von Felix Rexhausen.
Darin thematisierte er die enge Zusammenarbeit zwischen dem damaligen Finanzminister Franz Josef Strauß (CSU) und dem damaligen Wirtschaftsminister Karl Schiller (SPD) im Kabinett Kiesinger während der großen Koalition unter Bundeskanzler Kurt Georg Kiesinger.
Rexhausen verglich Strauß und Schiller mit Plisch und Plum, die in entsprechend gegensätzlicher Gestalt gezeichnet sind: der eine gedrungen, der andere hager. Die Spitznamen Plisch (für Schiller) und Plum (für Strauß) wurden schnell allgemein bekannt.

## Weitere Namensverwendung
- Nach Plisch und Plum wurden zwei Fischkutter der Reederei F. Laeisz benannt, siehe Kremer 21-Meter-Typ.
- Nach Plisch und Plum wurden zwei Wege im Bremer Wilhelm-Busch-Viertel benannt.

## Ausgaben
- Wilhelm Busch: Plisch und Plum. In: Rolf Hochhuth (Hrsg.): Wilhelm Busch, Sämtliche Werke und eine Auswahl der Skizzen und Gemälde in zwei Bänden. Band 2: Was beliebt ist auch erlaubt. Bertelsmann, Gütersloh 1959, S. 442–495.